# Aanvalsgeweer

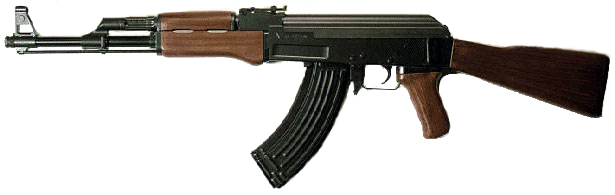
Een AK-47, een veelgebruikt aanvalsgeweer.

Een aanvalsgeweer (ook aangeduid als stormgeweer) is een vuurwapen, voor gevechten op middellange afstanden. Een wapen is een aanvalswapen als het de volgende eigenschappen bezit:
- Kolf en getrokken loop
- Gekamerd in een intermediair patroon af (krachtiger dan een pistoolkaliber, minder krachtig dan een geweerkaliber)
- Mogelijkheid tot selectief vuur (vol-automatisch of een vuurstoot)

## Geschiedenis

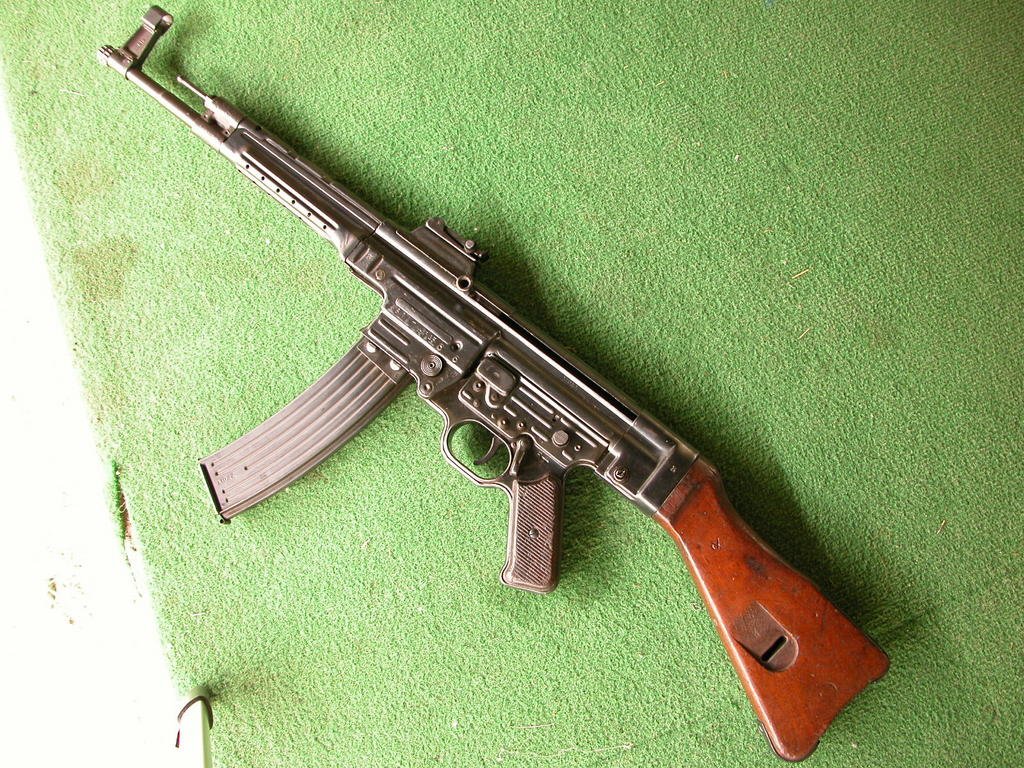
StG 44, late manufacture (1945)

Het eerste aanvalsgeweer was het Duitse Stg 44, aanvankelijk MP44 genoemd. Dit wapen is ingericht voor patronen in het kaliber 7,92×33 mm Kurz. Deze patroon is afgeleid van de standaard Duitse 7,92×57 mm geweerpatroon.
In de laatste dagen van de Tweede Wereldoorlog waren de Duitsers bezig met de ontwikkeling van een nieuw stormgeweer. Het prototype hiervan was de Stg 45, soms ook wel Gerät 06 genoemd. Ook dit geweer was voor een patroon in het kaliber 7,92×33 mm ingericht.
Na de Tweede Wereldoorlog zette Kalasjnikov deze ontwikkeling voort, die leidde tot de beroemde AK-47. Dit wapen verschoot een patroon die veel kleiner was dan de oude Russische 7,62×54 mm randpatroon, namelijk 7,62×39 mm.
Andere beroemde aanvalsgeweren zijn de Amerikaanse M16, M4. Deze geweren verschieten allemaal de 5,56×45 mm patroon. Verder zijn er nog de Russische AK-74, respectievelijk AK-107, die de oude AK-47 hebben vervangen. Deze verschiet de 5,45×39 mm patroon.
Bullpup-modellen, met het magazijn achter de trekker, zodat er extra ruimte is voor een lange loop, en dus voor hogere mondingssnelheid, zijn het Oostenrijkse ontwerp Steyr AUG uit 1977 en de Britse SA80 die in de jaren tachtig werd ingevoerd.

## Eigenschappen
De meeste aanvalsgeweren hebben een bereik van 300 tot 600 meter en wegen niet meer dan 5 kg.